# Geoffrey Keyes
Pour les articles homonymes, voir Keyes.
Le lieutenant-colonel Geoffrey Charles Tasker Keyes (1917-1941) est un militaire britannique de la Seconde Guerre mondiale.

## Biographie
Écossais, il est le fils aîné de l’amiral de la Flotte Roger Keyes qui fut le premier directeur des opérations combinées de juillet 1940 à octobre 1941.
À la sortie de l'Académie royale militaire de Sandhurst, il est nommé sous-lieutenant de cavalerie au Royal Scots Greys le 28 janvier 1937.
Keyes sert en Palestine avant la guerre.
Il participe en 1940 à la campagne de Norvège avec les chasseurs alpins français et reçoit la croix de guerre française.
Il se porte volontaire pour les commandos en 1941. Capitaine (commandant à titre temporaire), il commande en second le Commando écossais no 11 en Syrie, lors du passage de la rivière Litani, en juin 1941 et reçoit la Military Cross (MC) le 21/10/41 (London Gazette du 17/10/41).
Commandant (lieutenant-colonel à titre temporaire), chef d'un détachement de 18 hommes du Commando no 11 du Moyen-Orient (Middle-East Commando 11), il est tué à l’occasion de l'opération Flipper, un raid avorté contre le poste de commandement de Rommel à Beda Littoria, dans le désert occidental libyen, le 18 novembre 1941.
Ce raid avait pour objectif de décapiter l'Afrika Korps à la veille de l'offensive décisive connue sous le nom d'opération Crusader, menée du 18 novembre au 15 décembre 1941.
Lieutenant-colonel à titre temporaire, il est décoré à titre posthume de la Victoria Cross (VC) le 19 juin 1942 (London Gazette du 16/06/42), décoration proposée par le lieutenant-colonel Robert Laycock.

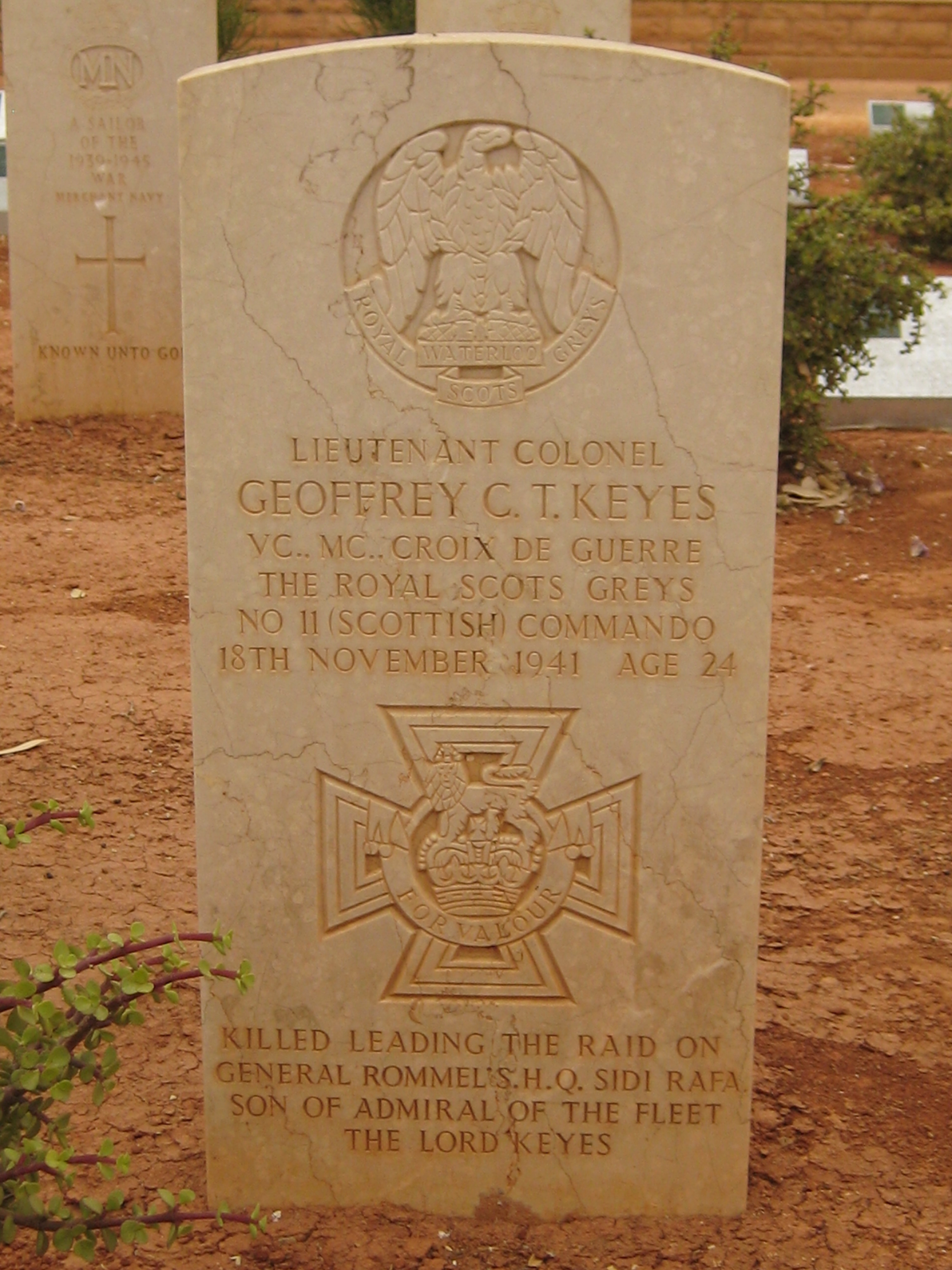
Tombe du lieutenant-colonel Geoffrey Charles Tasker Keyes (18 mai 1917 – 18 novembre 1941). Cimetière militaire de Benghazi, Benghazi, Libye

Enterré au cimetière militaire de Benghazi, en Libye, son nom figure sur les registres du Scottish War Memorial du château d’Edimbourg.
Une vitrine (photographies, médailles…) du musée des Royal Scots Greys du château d’Édimbourg lui est consacrée.

## Décorations
- Victoria Cross - 1942,
- Military Cross - 1941,
- General Service Medal 1918-62 agrafe « Palestine ».
- Croix de guerre 1939-1945 française avec étoile de bronze - 1940.